# Paul Engelbert
Paul Engelbert (1975) is een Nederlandse auteur van boeken rondom het thema smalspoor in Oost-Europa. Vanwege de beperkte markt in het Nederlandse taalgebied verschenen de boeken in het Engels en het Duits. Voor het eerste boek werd samengewerkt met de Britse uitgever Paul Catchpole van Locomotives international en daarna met de Zweedse uitgever Frank Stenvall. Sinds 2021 werkt Engelbert voor Nederlandstalige boeken samen met de Nederlandse uitgever Lycka Till.

## Wetenswaardigheden
De titel "Schmalspurig durch" is geïnspireerd op het standaardwerk van de auteur/uitgever Josef Otto Slezak over de Oostenrijkse smalspoorlijnen Schmalspurig durch Österreich. Slezak heeft in 2002 ingestemd met het gebruik van de titel Schmalspurig durch Bulgarien.
- International Standard Name Identifier: 0000 0000 5027 3745
- Library of Congress Control Number: nb99150294
- Virtual International Authority File: 1968197
- WorldCat: E39PBJhdfcW8ryvJwyxDxCr8YP